# Aimón I de Borbón
Aimón I de Borbón (900 – 959), fue el primer señor de Borbón en el siglo X.

## Biografía
Era el hijo menor de Aimar de Borbón, señor de Souvigny y de su esposa Aldesinde. Nació alrededor de 900. Fue el primer señor de Borbón, porque fue él quien poseyó por primera vez el castillo de Borbón. No se sabe con exactitud si esta propiedad fue adquirida por armas o por matrimonio.
Los señores de Borbón, con la adquisición del castillo, se convirtieron en los señores más poderosos entre Cher y Allier.
Intentó recuperar las tierras concedidas por su padre al Priorato de Souvigny, pero temiendo ser excomulgado, renunció a sus reclamaciones, e incluso alrededor de 950, añadió el alodio de Longvé situado en la futura parroquia de Bressolles. Así, confraternizó con los monjes de Cluny. 
Durante estos primeros años, el crecimiento de la influencia del señorío dependió de la del priorato y viceversa.

## Descendencia
Se casó con una tal Aldesinde. De esta unión nacieron dos hijos:
- Gerardo, señor de Souvigny;
- Arquimbaldo I, señor de Borbón.

## Muerte
Aimon I murió alrededor de 959.
| Predecesor: Aimar de Borbón | Señor de Borbón 953 - 959 | Sucesor: Arquimbaldo I de Borbón |